# كريغن داو
كريغن داو (بالإنجليزية: Creagen Dow)‏ مواليد 1 مايو 1991 في ليك ويلز، الولايات المتحدة، هو ممثل ومنتج أمريكي بدأ مسيرته الفنية سنة 2004.

## الأعمال
- أربعة أعياد ميلاد
- هانا مونتانا
- تشاك
- سي اس آي: نيويورك
- دون أثر
- فيرونيكا مارس
- كاسل
- نمبرز
- أنتوراج
- فلاش فورورد

## وصلات خارجية
- كريغن داو على موقع IMDb (الإنجليزية)
- كريغن داو على موقع قاعدة بيانات الفيلم (الإنجليزية)

- الموقع الرسمي